# Cabril (Pampilhosa da Serra)
Cabril ist eine Gemeinde (Freguesia) im portugiesischen Kreis Pampilhosa da Serra. In ihr leben 244 Einwohner (Stand 19. April 2021).

## Geschichte
Als Ansammlung von Behausungen lokaler Schäfer entstanden, sind die Gründungsdaten des Ortes unbekannt. Die erste offizielle Erwähnung von Cabril stammt aus der Regierungszeit von D.Afonso V. (1438–1481), aus einer Prozessakte. Dort wurde über eine vermeintliche Hexe aus dem Ort Praçais bei Cabril verhandelt.
Der Ort wurde Ende des 17. Jahrhunderts eine eigenständige Gemeinde und ist seither dem Kreis von Pampilhosa da Serra angegliedert.

## Kultur und Sehenswürdigkeiten
Die Gemeindekirche Igreja Paroquial de Cabril (auch Igreja de São Domingos) aus den 1950er Jahren steht unter Denkmalschutz.
Die frühere Gemeindekirche brach in den 1950er Jahren zusammen. Ihr Kirchturm blieb jedoch erhalten und wurde architektonisch in den Neubau des Centro Social integriert.

## Verwaltung
Cabril ist Sitz einer gleichnamigen Gemeinde. In ihr befinden sich folgende Ortschaften:
| - Algar - Armadouro - Cabril - Foz do Ribeiro - Lomba da Senhora - Malhou - Porto d’Egua - Praçais | - Ribeiros - Sanguessuga - Silva - Sobralinho - Vale Derradeiro - Vale Grande - Vale Mosqueiro |

## Söhne und Töchter
- Luciano Reis (* 1954), Biograf und Autor
- Tony Carreira (* 1963 in Armadouro), Popsänger